# Арбон (Горња Гарона)
Арбон (фр. Arbon) је насељено место у Француској у региону Миди Пирене, у департману Горња Гарона.
По подацима из 2011. године у општини је живело 95 становника, а густина насељености је износила 21,25 становника/km².

## Демографија
| 1962. | 1968. | 1975. | 1982. | 1990. | 2011. |
| ----- | ----- | ----- | ----- | ----- | ----- |
| 115   | 94    | 98    | 78    | 67    | 95    |